# Municipio de Jefferson (condado de Jackson, Arkansas)
El municipio de Jefferson (en inglés: Jefferson Township) es un municipio ubicado en el condado de Jackson en el estado estadounidense de Arkansas. En el año 2010 tenía una población de 1064 habitantes y una densidad poblacional de 11,93 personas por km².

## Geografía
El municipio de Jefferson se encuentra ubicado en las coordenadas 35°40′56″N 91°17′00″O / 35.68222, -91.28333. Según la Oficina del Censo de los Estados Unidos, el municipio tiene una superficie total de 89.17 km², de la cual 87,37 km² corresponden a tierra firme y (2,02 %) 1,8 km² es agua.

## Demografía
Según el censo de 2010, había 1064 personas residiendo en el municipio de Jefferson. La densidad de población era de 11,93 hab./km². De los 1064 habitantes, el municipio de Jefferson estaba compuesto por el 93,14 % blancos, el 3,85 % eran afroamericanos, el 0,85 % eran amerindios, el 1,13 % eran de otras razas y el 1,03 % eran de una mezcla de razas. Del total de la población el 2,16 % eran hispanos o latinos de cualquier raza.